# Resolutie 2221 Veiligheidsraad Verenigde Naties
Resolutie 2221 van de Veiligheidsraad van de Verenigde Naties werd unaniem door de VN-Veiligheidsraad aangenomen op 26 mei 2015 en verlengde de VN-operatie UNSOM in Somalië tot begin augustus 2015.

## Achtergrond
In 1960 werden de voormalige kolonies Brits-Somaliland en Italiaans-Somaliland onafhankelijk en samengevoegd tot Somalië. In 1969 greep het leger de macht en werd Somalië een socialistisch-islamitisch land. In de jaren 1980 leidde het verzet tegen het totalitair geworden regime tot een burgeroorlog en in 1991 viel het centrale regime. Sindsdien beheersten verschillende groeperingen elk een deel van het land en viel Somalië uit elkaar. Toen milities van de Unie van Islamitische Rechtbanken de hoofdstad Mogadishu veroverden, greep buurland Ethiopië in en heroverde de stad. In 2007 stuurde de Afrikaanse Unie met toestemming van de Veiligheidsraad een vredesmacht naar Somalië. In 2008 werd piraterij voor de kust van Somalië een groot probleem. In september 2012 trad na verkiezingen een nieuwe president aan die met zijn regering de rol van de tijdelijke autoriteiten, die Somalië jarenlang hadden bestuurd, moest overnemen.

## Inhoud
In 2013 had men toegestaan dat de Afrikaanse Unie haar vredesmacht in Somalië tijdelijk met enkele duizenden manschappen versterkte. Eerder dat jaar was ook de VN-hulpmissie UNSOM opgericht.
Gezamenlijk werd nu die versterking van AMISOM geëvalueerd. Om alle betrokkenen de kans te geven de aanbevelingen die daaruit naar voren kwamen goed af te wegen werd het mandaat van UNSOM, dat op 28 mei verliep, kortstondig verlengd, tot 7 augustus 2015.
Uit het onderzoek bleek onder meer dat het niet het goede moment was om een VN-vredesmacht naar Somalië uit te zenden. Het leek beter om de tijdelijke versterking van AMISOM te verlengen, zodat zij het offensief tegen Al-Shabaab kon voortzetten.

## Verwante resoluties
- Resolutie 2182 Veiligheidsraad Verenigde Naties (2014)
- Resolutie 2184 Veiligheidsraad Verenigde Naties (2014)
- Resolutie 2232 Veiligheidsraad Verenigde Naties
- Resolutie 2275 Veiligheidsraad Verenigde Naties (2016)

Lijst ·  2196 ·  2197 ·  2198 ·  2199 ·  2200 ·  2201 ·  2202 ·  2203 ·  2204 ·  2205 ·  2206 ·  2207 ·  2208 ·  2209 ·  2210 ·  2211 ·  2212 ·  2213 ·  2214 ·  2215 ·  2216 ·  2217 ·  2218 ·  2219 ·  2220 ·  2221 ·  2222 ·  2223 ·  2224 ·  2225 ·  2226 ·  2227 ·  2228 ·  2229 ·  2230 ·  2231 ·  2232 ·  2233 ·  2234 ·  2235 ·  2236 ·  2237 ·  2238 ·  2239 ·  2240 ·  2241 ·  2242 ·  2243 ·  2244 ·  2245 ·  2246 ·  2247 ·  2248 ·  2249 ·  2250 ·  2251 ·  2252 ·  2253 ·  2254 ·  2255 ·  2256 ·  2257 ·  2258 ·  2259